# Новосибирский государственный университет архитектуры, дизайна и искусств
Новосибирский государственный университет архитектуры, дизайна и искусств имени А.Д.Крячкова (НГУАДИ) — федеральное государственное бюджетное образовательное учреждение высшего образования. Организован в 1989 году. Основной архитектурный ВУЗ Новосибирска. Университет осуществляет подготовку: архитекторов (специалитет, бакалавриат, магистратура), архитекторов-дизайнеров, художников монументально-декоративного искусства (монументально-декоративная живопись, скульптура), дизайнеров. В 2008 г. университет получил государственную лицензию на подготовку бакалавров и магистров по направлению «Градостроительство». Имеет государственную аккредитацию до 01.04.2020.

## История

НГАХА, мемориальная доска

Ещё в 1909 году А. Д. Крячков положил начало архитектурной школы Сибири на инженерном отделении Томского технического института.
В это время возникает необходимость подготовки инженеров-архитекторов в связи со строительством Транссибирской железнодорожной магистрали. В 1930 году на этой базе создаётся Томский строительный институт, а к сентябрю 1933 он был переведён в Новосибирск. К концу 60-70-х годов на факультете сформировалась сибирская архитектурная школа со своими традициями, определёнными профессиональными воззрениями, что привело в 1989 году к открытию на базе архитектурного факультета Новосибирского инженерно-строительного института им. В. В. Куйбышева Новосибирского архитектурного института (НАрхИ).
Институт начинает свою работу первого сентября 1989 года, под руководством ректора Пустоветова Геннадия Ивановича, став четвёртым специализированным архитектурным высшим учебным заведением в России. В 1993 году НАрхИ, благодаря Г. И. Пустоветову, переехал в центр Новосибирска, в здание, являющееся памятником архитектуры начала XX в. и построенное по проекту архитектора А. Д. Крячкова. В марте 1996 года институт переименован в Новосибирскую государственную архитектурно-художественную академию (НГАХА).. В сентябре 2015 НГАХА переименована в Новосибирский государственный университет архитектуры дизайна и искусств (НГУАДИ).

### Основатель и первый ректор
Пустоветов Геннадий Иванович (24.12.1949-19.10.2021),
доктор архитектуры, проф., заслуженный работник Высшей Школы РФ, член-корреспондент. РААСН, член-корр. Международной академии высшей школы, основатель и первый ректор НАрхИ, затем НГАХА, нынче НГУАДИ.
После получения среднего образования работал монтером на заводе «Химконцентрат». После демобилизации, Пустоветов поступил в Новосибирский инженерно-строительный институт им. Куйбышева. В 1975 году, после получения высшего образования, Геннадий Иванович стал архитектором, и остался преподавателем в институте на кафедре  «Архитектура промышленных и сельскохозяйственных сооружений».
Геннадий Иванович Пустоветов защитил в 1984 году кандидатскую диссертацию, а в 2003 году стал доктором наук, защитив докторскую диссертацию о развитии архитектуры агропромышленных комплексов. С с1985 по 1988 годы Пустоветов прошел путь от старшего преподавателя до декана архитектурного факультета, а затем и проректора по учебной работе НИСИ.
Геннадий Пустоветов был назначен на должность ректора НАрхИ в 1989 году. В последующие годы четырежды переизбирался трудовым коллективом ВУЗа на эту должность, а в 2015 г. был назначен президентом. 
Г. И. Пустоветов за долгую творческую, научную и преподавательскую деятельность опубликовал более 50 научных и учебно-методических работ.
Также Геннадий Иванович в разные годы, совмещая должность ректора с активной преподавательской, научной и общественной деятельностью, являлся:
·        членом Учебно-методического объединения в области архитектуры;
·        членом координационного Совета по строительству и архитектуре ассоциации городов Сибирского соглашения;
·        членом-корреспондентом и председателем Сибирского отделения Российской академии архитектуры и строительных наук;
·        членом Президиума Межрегиональной ассоциации педагогов архитектурных школ;
·        инициатором учреждения ежегодной региональной Сибирской Премии «Золотая капитель» в области градостроительства, архитектуры и дизайна;
·        членом Учебно-методического объединения по специальности «Архитектура», постоянно действующей комиссии по присуждению премий мэрии им. Севостьянова И.П. в области архитектуры и градостроительства координационного Совета по строительству и архитектуре Сибирского соглашения.
Перу Пустоветова Г. И. принадлежат многие проекты известных промышленных зданий и их интерьеров (новосибирский завод медпрепаратов, заводоуправление Сибтяжстанкогидропресса).
Пустоветов Геннадий Иванович был награжден:
·        медалью «За трудовую доблесть», 1974 г;
·        медалью Ордена “За заслуги перед Отечеством” II степени, 1997 г;
·        медалью им. И.В.Жолтовского «За выдающийся вклад в архитектурное образование» и Орденом им. «А.С.Макаренко», 2008 г.
Пустоветову Геннадию Ивановичу в 2006 г. присвоено звание «Заслуженный работник высшей школы РФ».

## Образование
Факультет градостроительства и архитектуры (ФГА)
Бакалавр архитектуры (5 лет обучения)
Магистр архитектуры (7 лет обучения, включая бакалавриат)
Выпускающие кафедры:
- Архитектура
- Градостроительство и ландшафтная архитектура (ГиЛА)

Факультет Дизайна и Искусств (ФДИ)
Дизайн архитектурной среды
Дизайн (после второго курса идет распределение на графический дизайн, дизайн интерьеров, предметный дизайн и дизайн одежды)
Монументально-декоративное искусство
Выпускающие кафедры:
- Дизайн
- Дизайн архитектурной среды (ДАС)
- Монументально-декоративное искусство (МДИ)

## Музей истории архитектуры Сибири им. С. Н. Баландина
В начале XXl века в университете создан «Музей истории архитектуры Сибири им. С. Н. Баландина».
Коллекции музея составляют:
- Подлинные исторические фотографии (систематизированный фотоархив);
- Графические работы и живописные произведения;
- Предметы интерьера XIX и XX вв., фрагменты деревянной архитектуры;
- Научно-методический книжный фонд;
- Подлинные авторские проекты; курсовые и дипломные проекты студентов- архитекторов, начиная с 1924 г.;
- Рукописные учебные пособия педагогов-архитекторов 1930—1950-х гг.;
- Творческое наследие архитекторов Сибири нескольких поколений, труды, научные статьи и исследования в рукописях;
- Раритетные периодические издания, систематизированная газетная летопись практически с первых выпусков местных изданий;
- Мемориальные предметы — скульптура, керамика и археологические находки;
- Фонд временных выставок познавательного характера;
- Запасники.